# ブロードウェイ・ザ・ハード・ウェイ
『ブロードウェイ・ザ・ハード・ウェイ』（Broadway the Hard Way）は、フランク・ザッパが1988年に録音・発表したライブ・アルバム。オリジナルLP(D1-74218)は9曲入りだったが、1989年にライコディスクから発売されたCDは17曲入りとなっている。

## 内容
ザッパは1988年に生涯最後のワールド・ツアーを行い、本作には主にボーカル入りの新曲が収録された。ただし、ウォーターゲート事件を題材とした「ディッキーズ・サッチ・アン・アスホール」は1973年末にマザーズ・オブ・インヴェンションのツアーで演奏されており、1989年に発売されたライブ・アルバム『オン・ステージVol.3』には当時のヴァージョンが収録されている。また、CDに追加収録された曲の中にはザッパの旧作の再演もあり、「アウトサイド・ナウ」はアルバム『ジョーのガレージ Acts II & III』（1979年）、「ホット・プレート・ヘヴン・アット・ザ・グリーン・ホテル」は『ダズ・ヒューモア・ビロング・イン・ミュージック?』（1986年）で発表された曲である。
ザッパは1988年のアメリカ合衆国大統領選挙に合わせて本作をリリースしており、LPの見開きジャケットの内側には、ロナルド・レーガンが1988年の共和党全国大会で語った「Facts are stupid things.」というフレーズが引用されている。「ホエン・ザ・ライズ・ソー・ビッグ」や「ジーザス・シンクス・ユーアー・ア・ジャーク」は共和党から大統領選挙に出馬しようとしたテレビ伝道師パット・ロバートソンを批判した曲で、「ライミン・マン」は民主党から出馬しようとした牧師ジェシー・ジャクソンを批判した曲である。また、「プロミスキュアス」は、レーガン政権時の公衆衛生局長官だったC・エヴェレット・クープを批判した内容で、1988年2月26日の公演でしか演奏されなかった。
「マーダー・バイ・ナンバーズ」はポリスのカヴァーで、テレビ伝道師のジミー・スワガートを題材としており、1988年3月のシカゴ公演においてスティング本人がゲスト・ボーカリストとして参加して、その時の音源が本作のCD版に収録された。
なお、1988年のワールド・ツアーで録音されたライブ音源は、本作の他に『ザ・ベスト・バンド』（1991年）、『メイク・ア・ジャズ・ノイズ』（1991年）といったライブ・アルバムにも収録された。

## 評価
スティーヴ・ヒューイはオールミュージックにおいて5点満点中4点を付け「ザッパの政治的な洞察の多くは的を射ており、更に幾らかのジョークも織り交ぜられて、『ブロードウェイ・ザ・ハード・ウェイ』は、彼が1960年代より後に発表した政治的な作品の中でも、特に秀逸で、特に知性を刺激する作品の一つに仕上がっている」と評している。

## 収録曲
特記なき楽曲はフランク・ザッパ作。

### LP

#### サイド1
1. "Elvis Has Just Left the Building" - 2:24
2. "Planet of the Baritone Women" - 2:48
3. "Any Kind of Pain" - 5:42
4. "Jesus Thinks You're a Jerk" - 9:15

#### サイド2
1. "Dickie's Such an Asshole" - 6:37
2. "When the Lie's So Big" - 3:38
3. "Rhymin' Man" - 3:51
4. "Promiscuous" - 2:03
5. "The Untouchables" (Nelson Riddle) - 3:05

### CD
1. エルヴィス・ハズ・ジャスト・レフト・ザ・ビルディング - "Elvis Has Just Left the Building" - 2:24
2. プラネット・オブ・ザ・バリトン・ウィメン - "Planet of the Baritone Women" - 2:48
3. エニィ・カインド・オブ・ペイン - "Any Kind of Pain" - 5:42
4. ディッキーズ・サッチ・アン・アスホール - "Dickie's Such an Asshole" - 5:45
5. ホエン・ザ・ライズ・ソー・ビッグ - "When the Lie's So Big" - 3:38
6. ライミン・マン - "Rhymin' Man" - 3:50
7. プロミスキュアス - "Promiscuous" - 2:02
8. ジ・アンタッチャブルズ - "The Untouchables" (N. Riddle) - 2:26
9. ホワイ・ドント・ユー・ライク・ミー? - "Why Don't You Like Me?" - 2:57
10. ベイコン・ファット - "Bacon Fat" (Andre Williams, Dorothy Brown, Frank Zappa) - 1:29
11. ストールン・モーメンツ - "Stolen Moments" (Oliver Nelson) - 2:57
12. マーダー・バイ・ナンバーズ - "Murder by Numbers" (Sting, Andy Summers) - 5:37
13. ジェゼベル・ボーイ - "Jezebel Boy" - 2:27
14. アウトサイド・ナウ - "Outside Now" - 7:49
15. ホット・プレート・ヘヴン・アット・ザ・グリーン・ホテル - "Hot Plate Heaven at the Green Hotel" - 6:40
16. ホワット・カインド・オブ・ガール? - "What Kind of Girl?" - 3:17
17. ジーザス・シンクス・ユーアー・ア・ジャーク - "Jesus Thinks You're a Jerk" - 9:15

## 参加ミュージシャン
- フランク・ザッパ - リードギター、ボーカル
- アイク・ウィリス - ギター、ボーカル
- マイク・ケネリー - ギター、シンセサイザー、ボーカル
- ボビー・マーティン - キーボード、ボーカル
- スコット・チュニス - エレクトリックベース
- チャド・ワッカーマン - ドラムス
- エド・マン - パーカッション
- ウォルト・ファウラー - トランペット
- ブルース・ファウラー - トロンボーン
- ポール・カーマン - アルト・サックス
- アルバート・ウィング - テナー・サックス
- カート・マクゲットリック - バリトン・サックス
- エリック・バクストン - ボーカル
- スティング - ボーカル (on "Murder by Numbers")